# Seydou Aboubacar
Seydou Aboubacar Hima (Niamey, 9 maggio 1994) è un cestista nigerino con cittadinanza ivoriana.

## Carriera
Con la Costa d'Avorio ha disputato due edizioni dei Campionati africani (2015, 2017).

## Palmarès
- Copa Princesa de Asturias: 1

Breogán: 2021